# Palacio del Marqués de Santa Cruz (Oviedo)
El Palacio del Marqués de Santa Cruz de Marcenado, también conocido como Palacio de la Rúa está situado en la parroquia de Priorio, perteneciente al municipio de Oviedo (Asturias, España).
El inmueble, paradigma de simbiosis entre arquitectura popular y noble, se originó a partir de una torre (fines de la Edad Media),con tres pisos —delimitados mediante finas franjas de sillar—, ventana en la planta baja, balcón con antepecho forjado en la del medio, más galería de madera acristalada y ventana en la superior. 
Los encuadres de los huecos —éstos no simétricos— llevan sillar; lo mismo sucede en las esquinas. 
Su singular cubierta es a cuatro aguas, presentándose el alero apoyado en aguilones. Después (siglo XVIII), se añadiría el cuerpo lateral. 
La fachada acusa un marcado estilo popular. Los dos pisos tienen un imponente corredor de madera, antes abierto y hoy acristalado, al que sujetan pies derechos, dando lugar a un porche ante la puerta con arco de medio punto. Encima del tejado aparecen tres ventanas abuhardilladas. 
La exenta y sencilla capilla se reconstruyó después de la guerra civil.
- Datos: Q6058599